# Wiola
Wiola – imię żeńskie pochodzenia łacińskiego (gr. íon, łac. viola - "fiołek") używane w Polsce już w średniowieczu. Z historycznego punktu widzenia imię Wioleta stanowi zdrobnienie od Wioli. Imię z pisownią przez "V" otrzymało negatywną opinię Rady Języka Polskiego. 
Wiola imieniny obchodzi 3 maja i 8 września oraz 29 października.
Znane osoby noszące imię Wiola:
- Wiola opolska – księżna opolska, żona Kazimierza I opolskiego
- Wiola cieszyńska – tytularna królowa polska i czeska, żona Wacława III

Znane osoby noszace imię Viola:
- Viola Bauer

## Warianty w innych językach
- angielski: Violet
- bułgarski: Violeta
- francuski: Violette, Viole
- hiszpański: Violeta
- rumuński: Violeta
- węgierski: Viola, Ibolya